# Neolophonotus dondoensis
Neolophonotus dondoensis là một loài ruồi trong họ Asilidae. Neolophonotus dondoensis được Londt miêu tả năm 1986. Loài này phân bố ở vùng nhiệt đới châu Phi.